# إمارة اکيل
إمارة اکيل (بالكردية: میرنشینی گێل‏) هي إمارة كردية من القرن الحادي عشر أسسها بير منصور (مواليد 989) حول بلدة اكيل التي حكمها عام 1049 واستمرت قائمة لثمانية قرون إلى أن حلت عام 1864. توسعت الإمارة خلال حكم الأمير محمد جنوبا إلى كاراكا داغ وبالو وخربوت شمالا، وجرمك من الغرب والمنطقة بين هاني وليجه من الشرق.

## التاريخ
في عهد المروانيون، استقر بير منصور في بلدة بيران التي كان يسكنها كرد قبيلة ميرديسان وأصبح زعيمهم ومن ثم اصبح مرشدا، وهو وضع احتفظ به ابنه وخليفته. تأسست إمارة اكيل خلال فترة حكم ابن بير منصور، بير موسى وحفيده بير بدر بفضل دعم مختلف القبائل بما في ذلك ميرديسان.
كان حكم بير بدر قصيرا حيث تم قتله خلال الحصار السلجوقي في عام 1087 وخلفه ابنه أمير بولدوك الذي ترعرع على يد قبيلة ميرديسان بعد وفاة والدته وفاة أمومة ووفاة والده بير بدر في المنفى. تخلى أمير اكيل إبراهيم ميرديسان عن لقب "بير" ل "أمير". بعد وفاة الأمير إبراهيم تم تقاسم الإمارة بين أبنائه الثلاثة.
كان لدى الإمارة وآق قويونلو علاقات ودية. استولى الصفويون على الإمارة، الذين فقدوها لاحقًا لصالح سليم الأول. سمح العثمانيون للسكان المحليين في الإمارة بحكم أنفسهم وتم إعفاؤهم من نظام تيمار ومع ذلك بدأ العثمانيون في عام 1864، بإلغاء جميع امتيازاتها وحلت الإمارة.